# 桑蒂里奇 (阿拉巴馬州)
桑蒂里奇（英語：Sandy Ridge）是一個位於美國阿拉巴馬州朗茲縣的非建制地區。該地的面積和人口皆未知。

## 地理
桑蒂里奇的座標為32°01′28.52″N 86°27′06.87″W / 32.0245889°N 86.4519083°W，而該地的平均海拔高度為117米（即384英尺）。